# Heterodoris robusta
Heterodoris robusta Verrill & Emerton, 1882 è un mollusco nudibranchio della famiglia Arminidae.